# Agàtocles (ministre)
Agàtocles (en grec antic: Ἀγαθοκλῆς, llatí: Agathocles) fou ministre del rei egipci Ptolemeu IV Filopàtor (221 aC-204 aC) i germà de l'amistançada del rei Agatoclea.
Ambdós eren fills de l'ambiciosa Enante que els va presentar al rei. Agàtocles i la seva germana tenien sobre el rei força influència i Ptolemeu va fer matar la seva dona i germana Arsínoe III Eurídice a instàncies d'ells. Agatoclea es va convertir en la preferida de Ptolemeu.
A la mort del rei el 205 aC Agàtocles i el seu cercle de col·laboradors van amagar la notícia per tenir temps d'apoderar-se del tresor reial i van conspirar per col·locar a Agàtocles al tron, però finalment van decidir, gràcies a la col·laboració de Sosibi, tutor del jove Ptolemeu V Epífanes, de col·locar aquest al tron el 204 aC però sota la tutela d'Agatoclea.
Aviat els macedonis i egipcis d'Alexandria es van revoltar sota la direcció de Tlepòlem; el palau reial va ser rodejat pels rebels una nit fins que hi van entrar. Agàtocles i Agatoclea van implorar per les seves vides però en debades. Agàtocles va ser mort pels seus propis companys per evitar-li una mort més cruel, i Agatoclea, junt amb les seves germanes i la mare, es van refugiar a un temple, però allà van ser mortes per les turbes. Tots els que havien tingut alguna part en la mort d'Eurídice van morir executats.